# 庫薩氏獅子魚
庫薩氏獅子魚，為輻鰭魚綱鮋形目杜父魚亞目獅子魚科的其中一種，分布於西北太平洋的白令海海域，棲息深度可達5公尺，為底棲性魚類，體長可達7.1公分，生活在潮池，屬肉食性，生活習性不明。

## 擴展閱讀
維基物種上的相關：庫薩氏獅子魚